# Каліберда Артем Миколайович
Арте́м Микола́йович Каліберда́ (30 жовтня 1989 — 29 серпня 2014) — солдат Збройних сил України, учасник російсько-української війни.

## Короткий життєпис
Народився 1989 року в місті Запоріжжя. Працював на заводі.
Мобілізований з резерву в квітні 2014-го, номер обслуги зенітно-ракетного взводу 1-го батальйону, 93-тя окрема механізована бригада. Служив на блокпосту під Димитровим, приїжджав додому у відпустку на початку серпня. У середині серпня рушили під Іловайськ.
Загинув під час виходу з оточення під Іловайськом «зеленим коридором» в районі села Новокатеринівка.
2 вересня 2014 року тіло Артема Каліберди разом з тілами 87 інших загиблих у Іловайському котлі привезено до запорізького моргу. Тимчасово похований на цвинтарі міста Запоріжжя, як невпізнаний Герой. Перебував у списках полонених.
Ідентифікований за експертизою ДНК серед похованих на Кушугумському цвинтарі під Запоріжжям.
Без Артема лишились мама і сестра Олена Демидова.

## Нагороди та вшанування
За особисту мужність і героїзм, виявлені у захисті державного суверенітету та територіальної цілісності України, вірність військовій присязі під час російсько-української війни, відзначений — нагороджений
- 16 січня 2016 року — орденом «За мужність» III ступеня (посмертно)[2]
- Його портрет розміщений на меморіалі «Стіна пам'яті полеглих за Україну» у Києві: секція 3, ряд 6, місце 37
- Вшановується 29 серпня на щоденному ранковому церемоніалі вшанування українських захисників, які загинули цього дня у різні роки внаслідок російської збройної агресії[3]
- 28 листопада 2016 року нагороджений орденом «За заслуги перед Запорізьким краєм» III ступеня (посмертно)